# Christina Arend
Christina Arend (* 6. Januar 1986 in Neunkirchen) ist eine ehemalige deutsche Fußballspielerin.

## Karriere

### Vereine
Arend wechselte im Sommer 2003 vom unterklassigen SV Bardenbach zum Bundesligisten 1. FC Saarbrücken. Diesem blieb sie bis 2011 treu und erlebte so die beiden Abstiege 2004 und 2008 in die 2. Bundesliga ebenso mit wie die Bundesligaaufstiege 2007 und 2009. Der größte Erfolg mit der Mannschaft war in diesem Zeitraum das Erreichen des DFB-Pokalfinales 2007/08, welches mit 1:5 gegen den 1. FFC Frankfurt verloren ging, größter persönlicher Erfolg für Arend war die Ehrung als Zweitliga-Torschützenkönigin in der Saison 2004/05. Im Sommer 2011 wechselte sie zum ambitionierten Zweitligisten TSG 1899 Hoffenheim, mit der sie am Saisonende 2012/13 (ohne Einsatz) den Aufstieg in die Bundesliga miterleben konnte und danach ihre Fußballkarriere für beendet erklärte.

### Nationalmannschaft
Arend bestritt von 2001 bis 2003 13 Länderspiele für die U17-Nationalmannschaft und erzielte neun Tore.
2003 nahm sie am Turnier um den inoffiziellen Europameistertitel der U17-Nationalmannschaften, das vom 30. Juni bis 6. Juli 2003 in Schweden ausgetragen wurde, teil. Sie bestritt alle drei Spiele der Gruppe B, die mit 2:1 gegen die U17-Nationalmannschaft der Niederlande am 30. Juni in Hudiksvall und mit jeweils 3:0 gegen die U17-Nationalmannschaften Norwegens am 2. Juli in Vallsta und Dänemarks am 4. Juli in Söderhamn allesamt gewonnen wurden. Im ersten Spiel traf sie zum 2:0 in der 57. Minute, im zweiten zum 1:0 in der 43. Minute und im dritten zum 1:0 und 2:0 in der 24. und 36. Minute. Als Gruppensieger erreichte ihre Mannschaft das Finale, das die U17-Nationalmannschaft Schwedens mit 5:4 im Elfmeterschießen gewann, nachdem das Spiel regulär 1:1 (Ausgleichstreffer Angelika Feldbacher in der 67. Minute) geendet hatte.
Für die U19-Nationalmannschaft bestritt sie am 15. Juli 2003 das mit 3:1 in Freundschaft ausgetragene Länderspiel gegen die U19-Nationalmannschaft Kanadas. Im zweiten Aufeinandertreffen am 11. Mai 2004 verlor sie gegen diese mit 0:4. Zwischen diesen beiden Begegnungen wurde am 10. März die U19-Nationalmannschaft Finnlands mit 6:0 bezwungen.

## Erfolge
- Nordic-Cup-Finalist 2003
- DFB-Pokal-Finalist 2008
- Zweitliga-Torschützenkönigin 2005 (25 Tore)